# Thomas C. Ripley
Thomas C. Ripley (* 2. Januar 1807 in Schaghticoke (New York), Sterbedatum unbekannt) war ein US-amerikanischer Jurist und Politiker. Er vertrat in den Jahren 1846 und 1847 den Bundesstaat New York im US-Repräsentantenhaus.

## Werdegang
Thomas C. Ripley wurde ungefähr fünf Jahre vor dem Ausbruch des Britisch-Amerikanischen Krieges in Schaghticoke im Rensselaer County geboren. Er erhielt eine bescheidene Schulbildung. Dann studierte er Jura. Nach dem Erhalt seiner Zulassung als Anwalt begann er in Harts Falls zu praktizieren. Er war als Farmer tätig. Politisch gehörte er der Whig Party an. Am 7. Dezember 1846 wurde er in einer Nachwahl im zwölften Wahlbezirk von New York in das US-Repräsentantenhaus in Washington, D.C. gewählt, um dort die Vakanz zu füllen, die durch den Tod von Richard P. Herrick entstand. Da er bei den regulären Kongresswahlen des Jahres 1846 nicht antrat, schied er nach dem 3. März 1847 aus dem Kongress aus. Sein Sterbedatum und -ort sind unbekannt.